# Grißheim
Grißheim ist ein Dorf im Markgräflerland in Baden-Württemberg. Bis zur Eingemeindung im Jahr 1974 in die Stadt Neuenburg am Rhein war Grißheim selbstständig. Der heutige Neuenburger Ortsteil hat etwa 1450 Einwohner.

## Geografie
Grißheim liegt acht Kilometer nördlich des Neuenburger Stadtzentrums und zweieinhalb Kilometer östlich des Altrheins, der die Grenze zu Frankreich bildet; großräumiger gesehen etwa in der Mitte des Städtedreiecks Freiburg-Basel-Mülhausen. Das Gebiet der Gemarkung Grißheim umfasst 15,08 km². Knapp ein Viertel des Gebietes besteht aus Wald, der bis an den Altrhein heranreicht. Außerhalb der geschlossenen Siedlungsfläche des Dorfes dominieren Ackerflächen. Das Bodenrelief ist eben und liegt durchschnittlich auf 215 m ü. NHN.

## Geschichte
„Nach Urkunden im Archiv zu Colmar wird Grißheim erstmals im Jahre 805 in den Aufzeichnungen der Reichsabtei Murbach als „villa Gresheim in pago Brisachgaginse“ genannt. 1185 erscheint in den Urkunden „Crisheim“, 1481 „Grissen“ und später der heutige Name. Zeugnis aus der Alemannenzeit gibt das ausgedehnte Gräberfeld aus dem 6. Jahrhundert. Das Dorf gehörte später zur Grundherrschaft der Grafen von Freiburg und wurde dann ein Lehen der Freiherren von Staufen. Am 3. Mai 1315 kaufte Bruder Hermann zu Hachberg, Komtur des Johanniterordens, von Diethelm von Staufen das Dorf „Crisheim“ um 280 Mark Silber. Nach dem Dreißigjährigen Krieg war Grißheim fast ausgestorben. In der Mitte des 17. Jahrhunderts kam ein kräftiger Zuzug aus der Schweiz. Im Zuge der Säkularisation wurde Grißheim am 15. April 1805 Großherzoglich Badischer Besitz. Im Jahre 1850 zählte Grißheim 1057 Seelen. Es herrschte große Armut. Mit dem Bau des Kalisalzbergwerkes in Buggingen begann für Grißheim eine neue Zeit. Nicht mehr vom Ertrag des kargen Bodens allein, sondern vom sicheren Verdienst einer Arbeitsstelle lebten nun seine Bewohner. Nach dem Zweiten Weltkrieg wies das Dorf mitsamt der Kirche aus dem Jahre 1756 schwere Zerstörungen auf.“

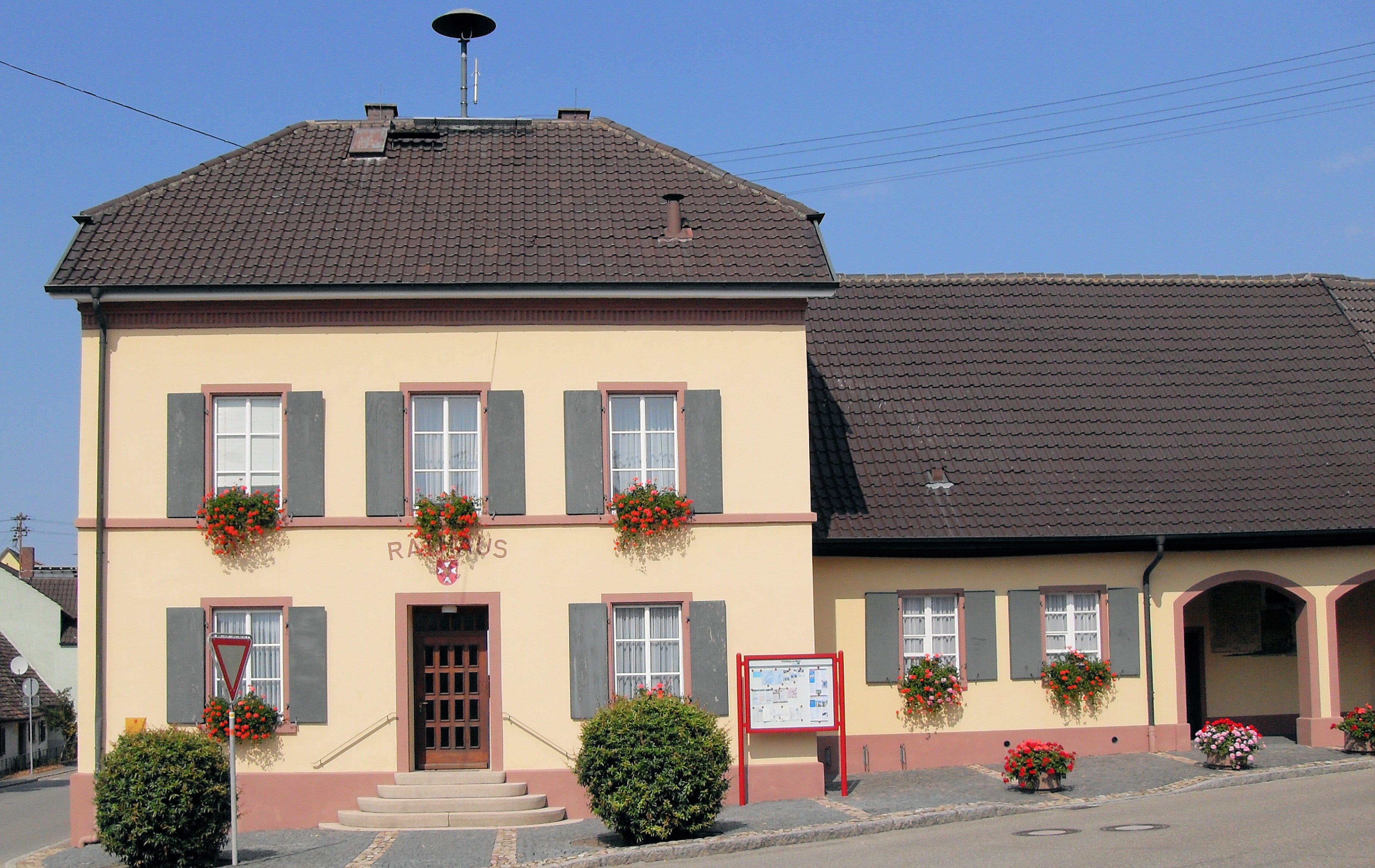
Rathaus, rechts die halb umlaufende Galerie
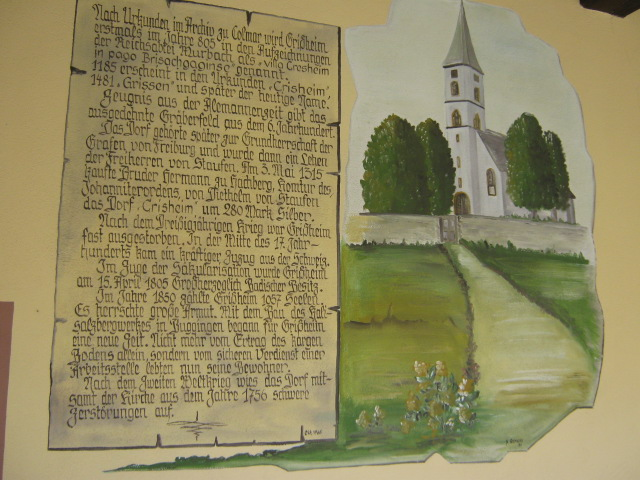
Wandbild von „K. Renkert, 85“ in der Galerie des Rathauses, Südseite
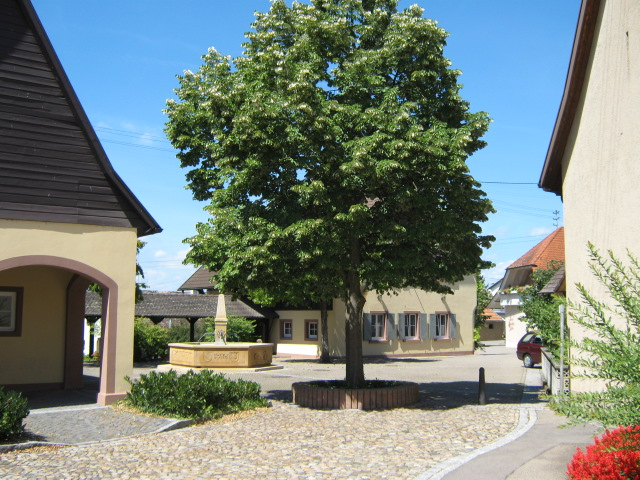
Dorfplatz mit Linde und Brunnen, links das Ende der Rathausgalerie

Grißheim gehörte bis zum 1. Januar 1973 dem Landkreis Müllheim an und gelangte danach zum neugebildeten Landkreis Breisgau-Hochschwarzwald. Am 1. Januar 1974 wurde Grißheim in die Stadt Neuenburg am Rhein eingegliedert.

## Sehenswürdigkeiten
- Kirche St. Michael aus dem Jahr 1756
- Die südlichsten beidseitig des Altrheins noch erhaltenen Myriametersteine (Steine IV / 4) der ersten internationalen Gesamtrheinvermessung (ca. 1870) bei Rheinkilometer 206,5 auf der deutschen Rheinseite landseits bei Grißheim; auf der französischen Seite auf der „Rheininsel“ zwischen dem Altrhein und dem Grand Canal d’Alsace bei Blodelsheim (F)
- mehrere Wegkreuze, die durch zwei Kreuzwege erschlossen sind[4]
- Kapelle St. Stephanus
- Rheinhalle Grißheim, des TTC Borussia Grißheim

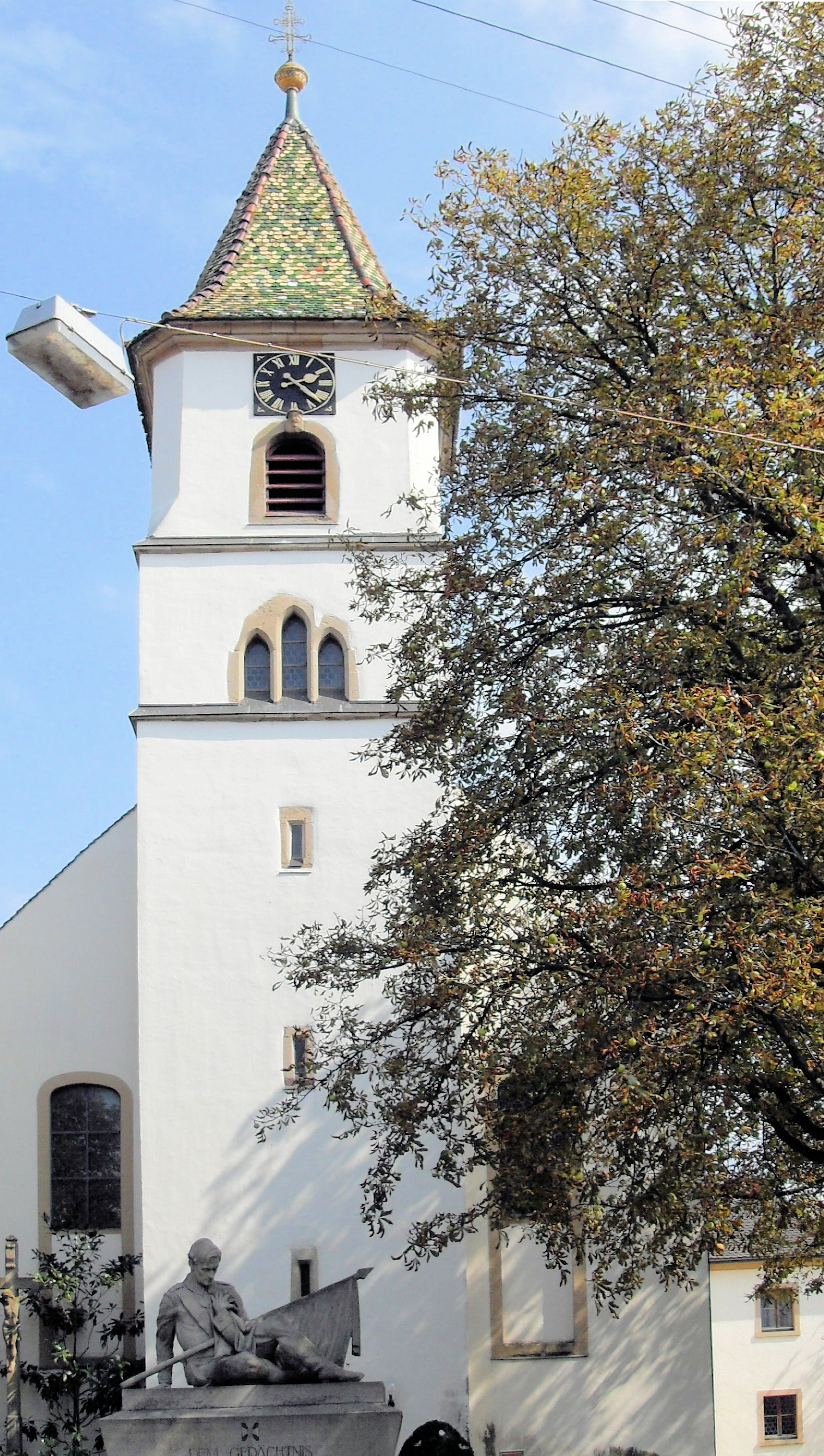
St. Michael, Westseite
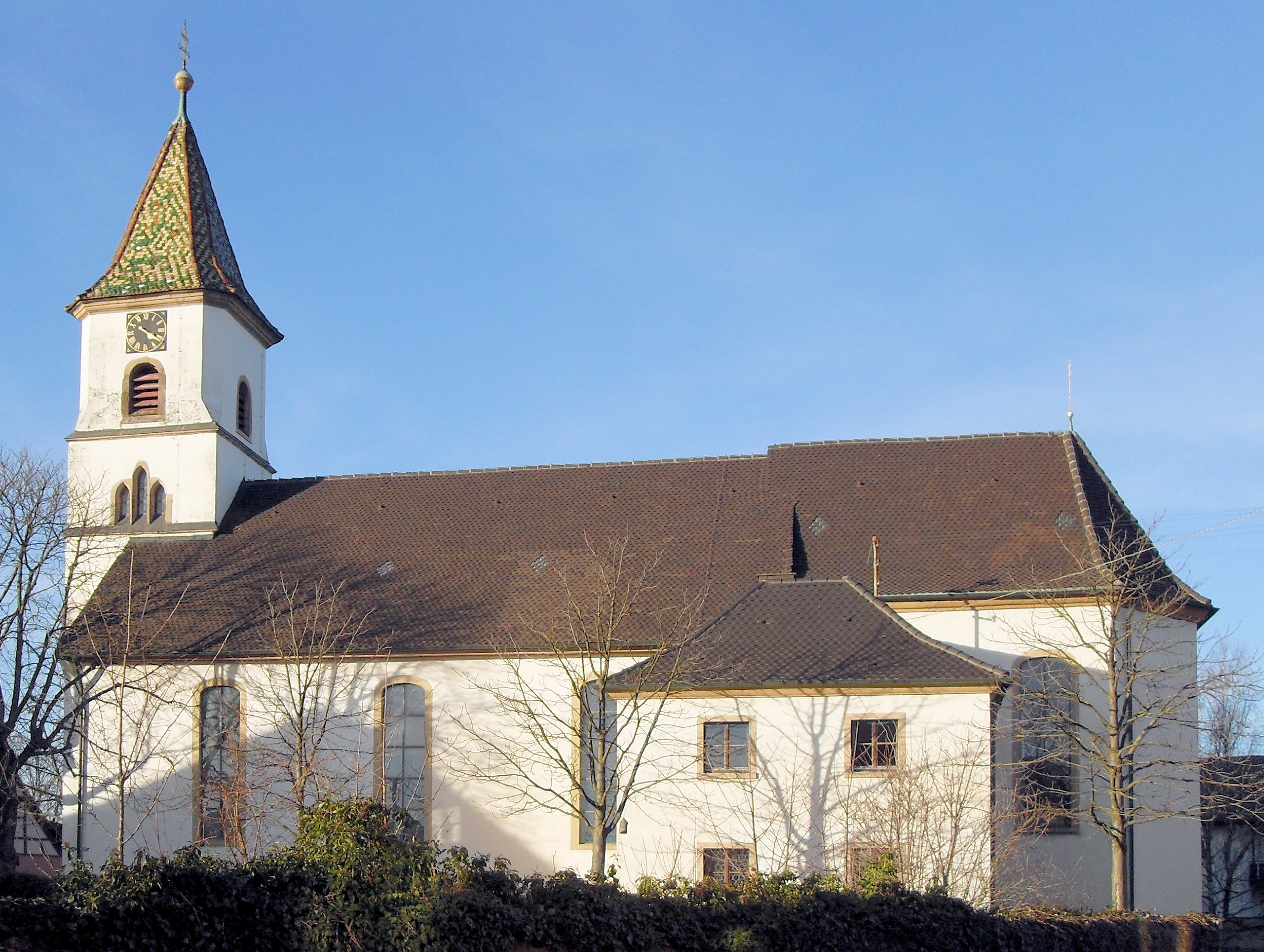
St. Michael, Südseite
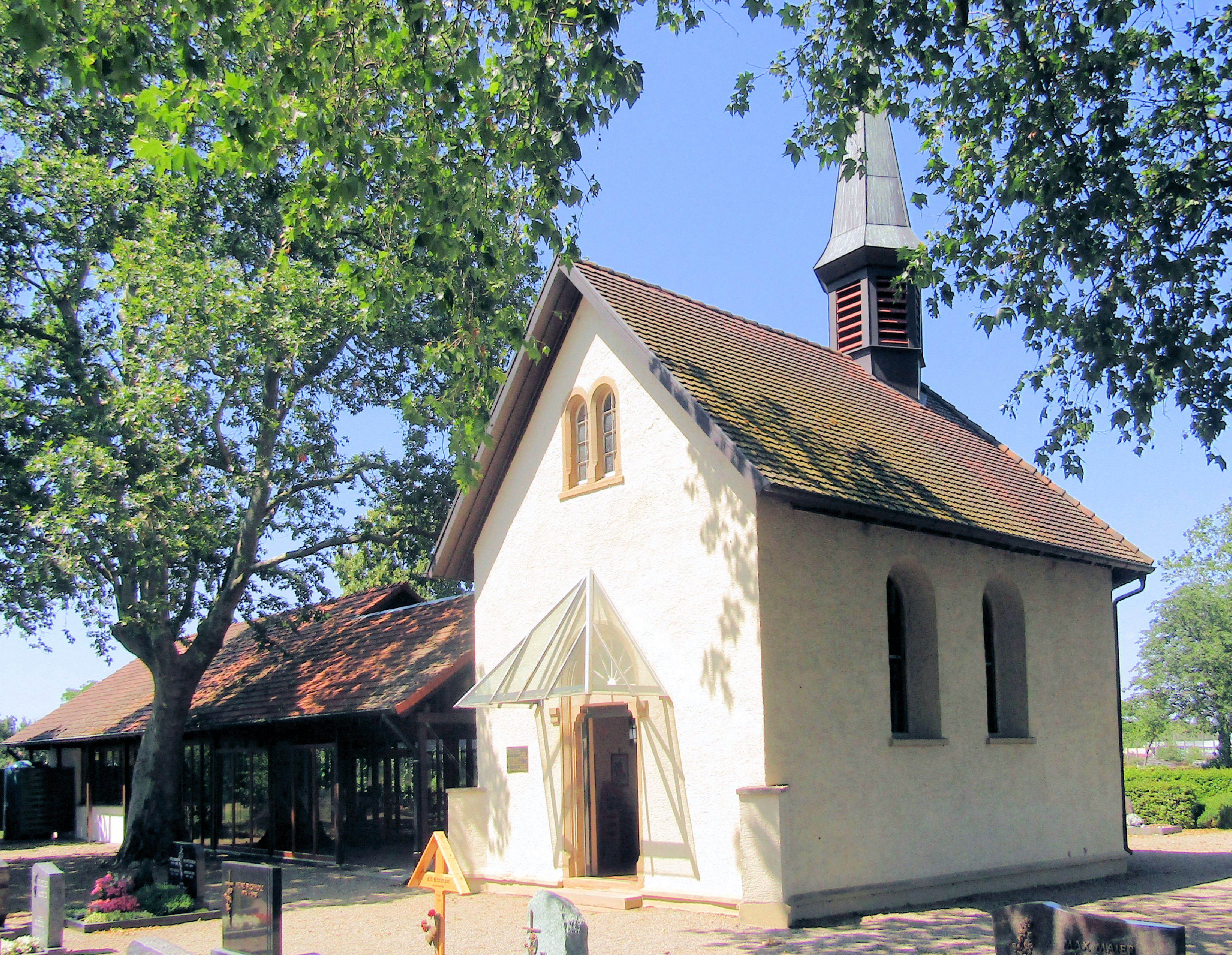
Kapelle St. Stephanus
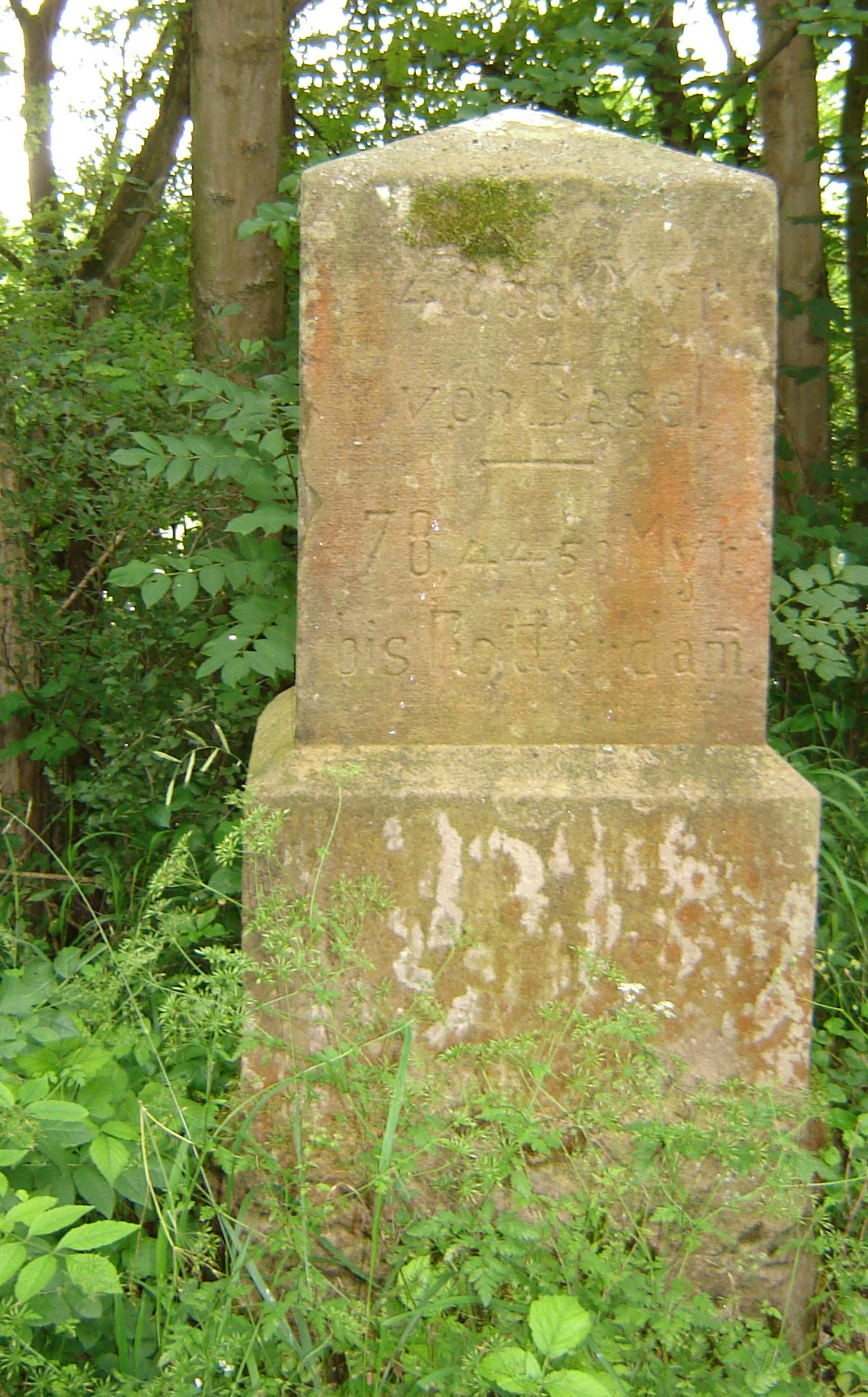
Myriameterstein Nr. IV / 4 bei Blodelsheim (F)
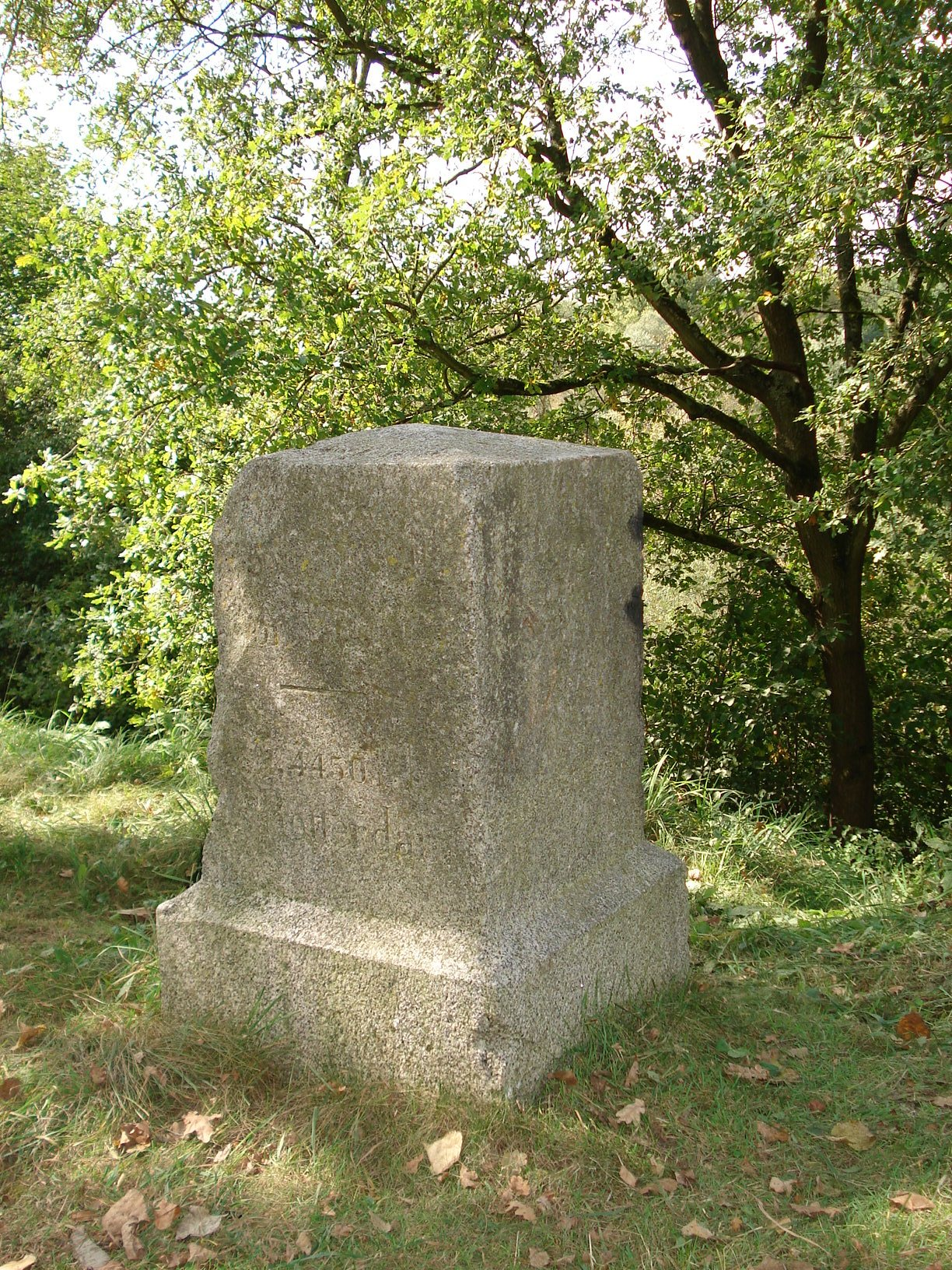
Myriameterstein Nr. IV / 4 auf deutscher Seite

## Wappen
Blasonierung: In Rot ein silbernes Johanniterkreuz, belegt mit einem roten Herzschild, darin ein golden gedeckter goldener Kelch.

## Belege
1. ↑  Neuenburg in Zahlen. Strukturdaten. In: neuenburg.de. Abgerufen am 25. Januar 2017.
2. 1 2  Volker Münch: Neuenburg: Auf Wachstumskurs. Badische Zeitung, 11. Januar 2016, abgerufen am 25. Januar 2017.
3. ↑  Statistisches Bundesamt (Hrsg.): Historisches Gemeindeverzeichnis für die Bundesrepublik Deutschland. Namens-, Grenz- und Schlüsselnummernänderungen bei Gemeinden, Kreisen und Regierungsbezirken vom 27.5.1970 bis 31.12.1982. W. Kohlhammer, Stuttgart / Mainz 1983, ISBN 3-17-003263-1, S. 508 (Statistische Bibliothek des Bundes und der Länder [PDF; 41,1 MB]).
4. ↑  Kleiner Kreuzweg Grißheim